# Лошадь (сёги)
Лошадь-дракон (яп. 竜馬 рю:мэ или рю:ма, «лошадиный дракон», «лошадь дракона»), сокращённо лошадь (яп. 馬 ума) — фигура в сёги. Названа по имени китайского мифического существа лунма.
Обозначение в европейской нотации: +B (изредка, H).
Старинное написание: 龍馬 (чтение такое же). 
Альтернативное название — «перевёрнутый (или превращённый) слон».
В начале партии лошадей у игроков нет. Лошадью, после переворота, становится слон.
Говоря о перевёрнутых слонах и ладьях без уточнения типа этих фигур, используют обобщающий термин «драконы».
Зеркальное отражение символа 馬 считается приносящим удачу; в Японии распространены талисманы в форме фигурок сёги с его изображением.

## Правила ходов
Ходить лошадиный дракон может и как слон, и как король:
| ＼ | ○  | ／ |
| ○  | 馬 | ○  |
| ／ | ○  | ＼ |

## Ценность
Ценность лошади-дракона (если считать ценность пешки за 1), согласно мнению различных сёгистов, равна:
- 14 (Митио Ариёси, 9 профессиональный дан[1])
- 15 (Ларри Кауфман, 5 дан ФЕСА[2] и  Кодзи Танигава, 17-й пожизненный мэйдзин[3])
- 20 (Ясумицу Сато, 4-й пожизненный кисэй[3])

Ценнее лошади в классических сёги лишь дракон.

## Пословицы
- Лошадь стоит трёх генералов[4].
- Отводи лошадь в свой лагерь[5] — так как часто отступление к своему королю делает лошадь фигурой, эффективной как в атаке, так и в защите.

## Тю сёги
В тю сёги у каждого из игроков в начале игры имеется по 2 лошадиных дракона (стоящих на 3-й от игрока горизонтали, на 4-й слева и 4-й справа вертикалях). Ходит лошадиный дракон в тю сёги так же, как и в классических сёги, но переворачивается в рогатого сокола (который ходит, как ферзь в шахматах, за исключением направления прямо вперёд, по которому сокол ходит, как лев).
Кроме того, в лошадиного дракона в тю сёги переворачиваются слоны (которых в начале игры у каждого игрока тоже по 2).

## Имя
竜馬 — японское имя. Как курьёз, такое имя носит профессиональный сёгист Рюма Тонари, 7 дан, второй иероглиф фамилии которого также «сёгистский».